# Epigrama de cordero
El epigrama de cordero (también cordero en epigrama) es el nombre que se da a la forma de condimentar cada una de las dos mitades de un cordero. Cada mitad es despiezada en sus componentes, y cada una de ellas es preparada de forma diferente, para ser expuesta a los comensales en una bandeja. Es un plato de compleja elaboración. Fue muy popular en los restaurantes europeos de mitad del siglo XIX. 

## Características
Se mecha la paletilla completamente deshuesada con finas tiras de tocino y se sazona con sal, pimienta y finas hierbas. Se suele atar la paletilla (blanquette) con un bramante y se brasea en una cacerola untada con mantequilla y un poco de caldo de carne. El resto del cuarto (el costillar, el pecho, la faldilla y el cuarto de atrás) se cuece todo junto en el jugo que desprendió la paletilla durante su braseado. Tras la cocción se desengrasa el conjunto y el caldo se reduce. Se deja enfriar el costillar y la paletilla (presionadas entre dos tapas de cacerola para que no se deformen Tras haberse enfriado es habitual empanarlos y pasarlos por la sartén o parrilla hasta que tomen un color dorado. Las chuletas se saltean y la pierna se asa. 
La disposición de presentación es tal que se coloca la paletilla en el centro (blanquette) y alrededor (en 'corona') el resto de las piezas. Se vierte la salsa obtenida en el primer braseado y se le añade zumo de limón. El plato se puede separar en tres partes según algunos autores. El plato se sirve muy caliente. A veces se hace acompañar de una guarnición de patatas panaderas, con puntas de espárragos o guisantes. La denominación epigrama de este plato proviene de la forma alternada de su exposición en una bandeja ante los comensales, simulando la cadencia alternada de los versos en los epigramas.

## Debate
Ángel Muro sostiene que la descripción de los cocineros españoles de la época siguen las descripciones de la elaboración de este plato siguiendo a Jules Gouffé y su descripción es errónea.